# Carabodes granosus
Carabodes granosus är en kvalsterart som beskrevs av Sellnick 1959. Carabodes granosus ingår i släktet Carabodes och familjen Carabodidae. Inga underarter finns listade.